# Lijst van voetbalinterlands België - Portugal (vrouwen)
Deze lijst van voetbalinterlands is een overzicht van alle officiële voetbalinterlands tussen de nationale vrouwenteams van België en Portugal. De landen hebben tot nu toe twaalf keer tegen elkaar gespeeld.

## Wedstrijden
| №  | Plaats                       | Datum             | Competitie                       | Wedstrijd         | Uitslag |
| -- | ---------------------------- | ----------------- | -------------------------------- | ----------------- | ------- |
| 1  | Cantanhede                   | 28 februari 1998  | WK 1999 kwalificatie             | Portugal − België | 2 − 0   |
| 2  | Brussel                      | 4 april 1998      | WK 1999 kwalificatie             | België − Portugal | 0 − 2   |
| 3  | Cartaxo                      | 4 november 2006   | Vriendschappelijk                | Portugal − België | 1 − 4   |
| 4  | Antwerpen                    | 31 oktober 2013   | WK 2015 kwalificatie             | België − Portugal | 4 − 1   |
| 5  | Abrantes                     | 17 september 2014 | WK 2015 kwalificatie             | Portugal − België | 0 − 1   |
| 6  | Penafiel                     | 24 oktober 2017   | WK 2019 kwalificatie             | Portugal − België | 0 − 1   |
| 7  | Leuven                       | 6 april 2018      | WK 2019 kwalificatie             | België − Portugal | 1 − 1   |
| 8  | Parchal                      | 7 maart 2020      | Algarve Cup                      | België − Portugal | 1 − 0   |
| 9  | São João de Caldas de Vizela | 6 oktober 2022    | WK 2023 kwalificatie             | Portugal − België | 2 − 1   |
| 10 | Leuven                       | 26 februari 2025  | UEFA Women's Nations League 2025 | België − Portugal | 0 − 1   |
| 11 | Funchal                      | 5 juni 2025       | UEFA Women's Nations League 2025 | Portugal − België | 0 − 3   |
| 12 | Sion                         | 11 juli 2025      | EK 2025                          | Portugal − België | 1 − 2   |

## Samenvatting
| Competitie                  | Totaal gespeeld | Winst België | Gelijk | Winst Portugal | Doelsaldo België – Portugal |
| --------------------------- | --------------- | ------------ | ------ | -------------- | --------------------------- |
| WK-kwalificatie             | 7               | 3            | 1      | 3              | 8 − 8                       |
| EK-eindronde                | 1               | 1            | 0      | 0              | 2 − 1                       |
| UEFA Women's Nations League | 2               | 1            | 0      | 1              | 3 − 1                       |
| Algarve Cup                 | 1               | 1            | 0      | 0              | 1 − 0                       |
| Vriendschappelijk           | 1               | 1            | 0      | 0              | 4 − 1                       |
| Totaal                      | 12              | 7            | 1      | 4              | 18 − 11                     |